# Heilig Levenstraat
De Heilig Levenstraat (ook: Heiliglevenstraat) is een straat in de historische stadskern van de Nederlandse plaats Montfoort. De straat verbindt de Lieve Vrouwegracht met Om 't Wedde en geeft vanuit eerstgenoemde straat een imposante blik op de Geboorte van de Heilige Johannes de Doperkerk.
De herkomst van de naam is niet geheel duidelijk, maar er hebben vroeger armenhuisjes in de straat gestaan die werden gebouwd in opdracht van vermogende burgers. Dit werd destijds als een barmhartige daad gezien die blijk gaf van een godvruchtig leven.

## Afbeeldingen

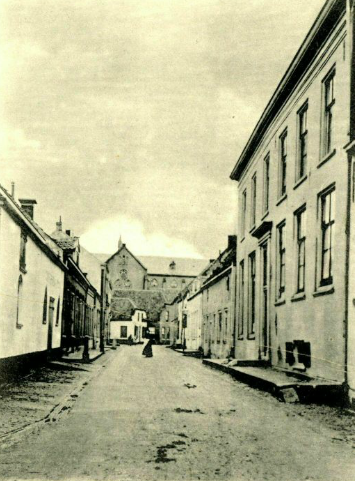
De straat omstreeks 1905 met in de verte nog de oude Geboorte van de Heilige Johannes de Doperkerk
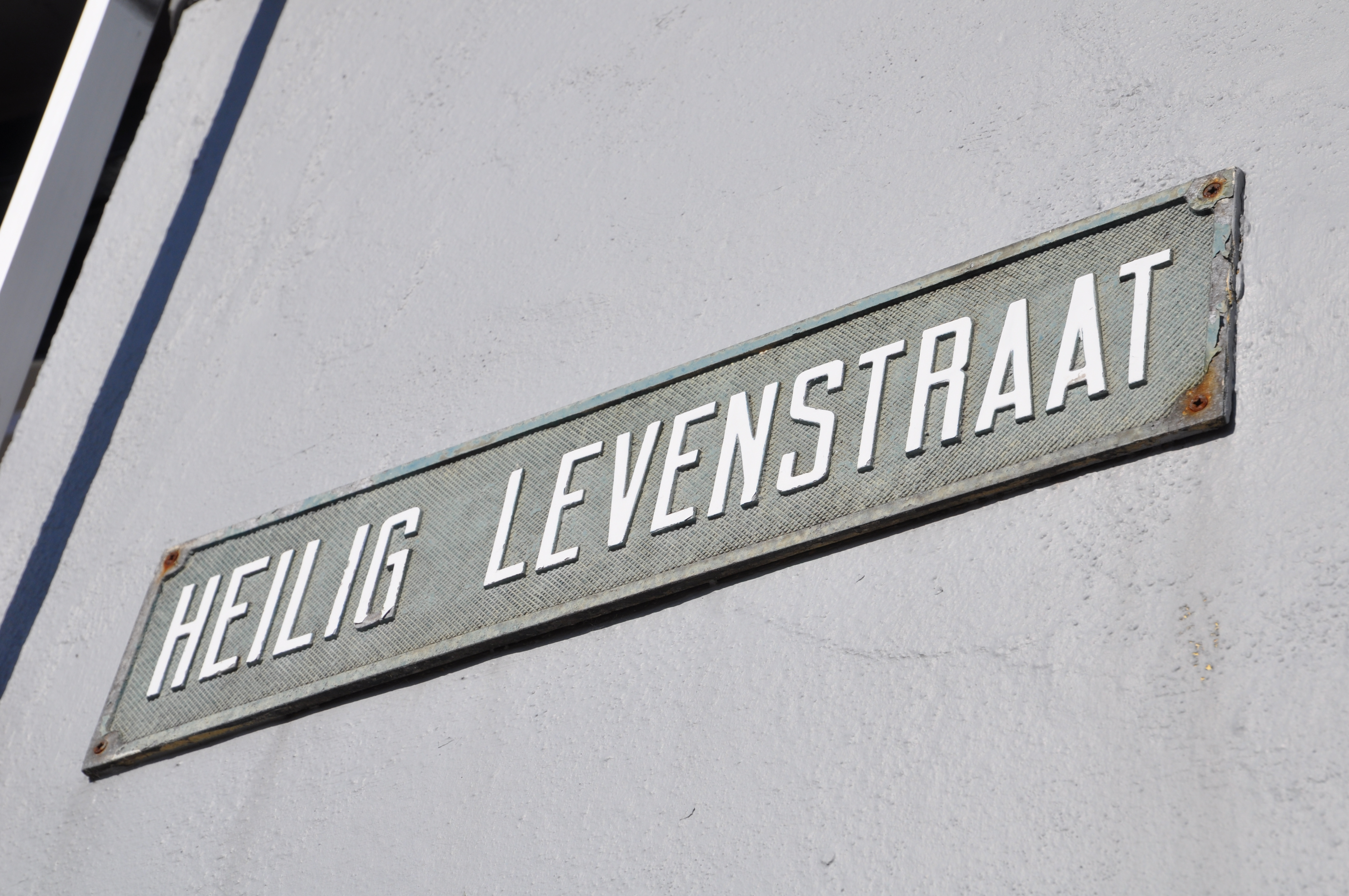
Straatnaambord

Achterstraat ·
Blindeweg ·
Bovenkerkweg ·
De Plaats ·
Doeldijk ·
Havenstraat ·
Heeswijkerpoort ·
Heilig Levenstraat ·
Hofdijk ·
Hofstraat ·
Hoogstraat ·
Julianalaan ·
Keizerstraat ·
Lieve Vrouwegracht ·
Lindeboomsweg ·
Mannenhuisstraat ·
Mastwijkerdijk ·
Molenstraat ·
Om 't Hof · 
Om 't Wedde · 
Onder de Boompjes ·
Oude Boomgaard ·
Schoolstraat  ·
Slotlaan ·
Vrouwenhuisstraat ·
Waardsedijk ·
Waterpoort ·
Willeskopperpoort ·
IJsselplein ·
IJsselkade ·
IJsselveld